# Aus der Heimath
Aus der Heimath, op. 347, är en polkamazurka av Johann Strauss den yngre. Den framfördes första gången den 2 juni 1871 i Volksgarten Wien.

## Historia
Aus der Heimath var en av sex polkor som Johann Strauss arrangerade utifrån melodier tagna från hans operett Indigo und die 40 Räuber. Strauss var glad över att ha lämnat balsalarna för teaterscenen och överlät åt brodern Eduard att framföra de nio separata orkesterverk från Indigo för publiken. Polkan Aus der Heimath framfördes vid Eduards konsert i Volksgarten den 2 juni 1871. Titeln är hämtad från texten till operetten, närmare bestämt till Janios öppningssång i akt I ("Liebchen, ach, wie hab' ich dich gern, wär' ich mit dir doch in der schönen Heimat fern'"), och det är även "Andantino con moto"-delen av detta nummer som också har givit upphov till polkans huvudtema. 

## Om polkan
Speltiden är ca 3 minuter och 49 sekunder plus minus några sekunder beroende på dirigentens musikaliska tolkning.
Polkan var ett av flera verk där Strauss återanvände musik från operetten Indigo:
- Shawl-Polka, Polka-francaise, Opus 343
- Indigo-Quadrille, Opus 344
- Auf freiem Fusse, Polka francaise, Opus 345
- Tausend und Eine Nacht, vals, Opus 346
- Aus der Heimath, Polkamazurka, Opus 347
- Im Sturmschritt, Schnell-Polka, Opus 348
- Indigo-Marsch, Opus 349
- Lust'ger Rath, Polka-francaise, Opus 350
- Die Bajadere, Polka-schnell, Opus 351